# Гаскойн-Сесил, Джеймс, 4-й маркиз Солсбери
Джеймс Эдвард Хьюберт Гаскойн-Сесил, 4-й маркиз Солсбери  (англ. James Gascoyne-Cecil, 4th Marquess of Salisbury; 23 октября 1861 — 4 апреля 1947) — британский аристократ и государственный деятель, носивший титул учтивости — виконт Крэнборн  с 1868 по 1903 год.

## История и образование
Родился 23 октября 1861 года в Лондоне. Старший сын Роберта Гаскойна-Сесила, 3-го маркиза Солсбери (1830—1903), который трижды занимал пост премьер-министра Великобритании, от его жены Джорджины Шарлотты (урожденной Олдерсон) (1827—1899). Преподобный лорд Уильям Сесил, лорд Сесил Челвудский и лорд Квиксвуд были его младшими братьями, а премьер-министр Артур Бальфур — его двоюродным братом. Он получил образование в Итоне и Университетском колледже Оксфорда, получив степень бакалавра в 1885 году.

## Политическая карьера
Он рано начал общественную жизнь, будучи очень молодым, когда сопровождал своего отца на Константинопольскую конференцию 1876—1877 годов, а через год — на Берлинский конгресс.
Лорд Крэнборн заседал в качестве консервативного члена парламента от Дарвена, который тогда назывался Северо-Восточный Ланкашир, с 1885 по 1892 год. Он потерял свое место на парламентских выборах в 1892 году. Он был избран в Рочестер на дополнительных выборах в 1893 году, оставаясь там депутатом до 1903 года, когда он сменил своего отца и был возведен в Палату лордов.
29 октября 1892 года лорд Крэнборн был назначен подполковником 4-го (ополчения) батальона Бедфордширского полка (бывшего ополчения Хартфордшира), почетным полковником которого был его отец. Крэнборн был командиром батальона, когда с марта по ноябрь 1900 года, во время Второй англо-бурской войны, действовал в Южной Африке. Батальон, насчитывающий 24 офицера и 483 человека, покинул Квинстаун 27 февраля на транспортном средстве Goorkha с лордом Крэнборном в качестве старшего командующего, прибывшим в Кейптаун в следующем месяце. Он получил медаль Королевы Южной Африки и был назначен кавалером Ордена Бани (CB) за службу во время войны. В июле 1902 года он получил звание почетного гражданина городка Хертфорд в знак признания его службы во время войны. Он все еще командовал батальоном в начале Первой мировой войны. Он также был полковником добровольческого полка Хартфордшира во время войны и почетным полковником 4-го батальона Эссекского полка территориальных войск. Лорд Солсбери был адъютантом королей Эдуарда VII и Георга V до 1929 года.
Он служил при своем отце, а затем его двоюродном брате Артуре Бальфуре в качестве парламентского заместителя государственного секретаря по иностранным делам с 1900 по 1903 год, при Бальфуре в качестве лорда-хранителя печати с 1903 по 1905 год и лорда-президента Совета по торговле в 1905 году. В 1903 году он был приведен к присяге Тайного совета. В декабре 1908 года он был назначен заместителем лейтенанта Хартфордшира. С 1906 года, вслед за своим дядей, он занимал пост председателя Кентерберийского Дома мирян.
Лорд Солсбери сыграл ведущую роль в противодействии Народному бюджету Дэвида Ллойда Джорджа и законопроекту о парламенте 1911 года. В 1917 году он был удостоен звания кавалера Ордена Подвязки. Он вернулся в правительство в 1920-х годах и служил при Бонаре Лоу и Стэнли Болдуине канцлером герцогства Ланкастерского с 1922 по 1923 год, лордом-президентом Совета с 1922 по 1924 год, лордом-хранителем печати с 1924 по 1929 год и лидером Палаты лордов с 1925 по 1929 год в консервативных правительствах Бонара Лоу и Болдуина. Он ушел с поста лидера консервативных пэров в июне 1931 года и стал одним из самых ярких противников самоуправления Индии в лордах, поддерживая кампанию, проводимую в Палате общин Уинстоном Черчиллем против законодательства о самоуправлении.
Лорд Солсбери продолжал быть преданным и энергичным членом территориальной армии: он был почетным полковником 86-го (Восточно-Английского) (Хартфордширского Йоменри) полевого полка Королевской артиллерии и 48-го дивизионного королевского инженера Южного Мидленда.
Маркиз Солсбери входил в состав двух парламентских делегаций, которые осенью 1936 года призвали премьер-министра Стэнли Болдуина и министра финансов Невилла Чемберлена протестовать против медленных темпов перевооружения Великобритании перед лицом растущей угрозы из нацистской Германии. Делегацию возглавлял сэр Остин Чемберлен, бывший министр иностранных дел, и среди ее наиболее видных ораторов были Уинстон Черчилль, Лео Амери и Роджер Киз. Маркиз Солсбери был лордом-стюардом на коронации короля Георга VI и королевы Елизаветы в 1937 году.

## Брак и дети
17 мая 1887 года в церкви Святой Маргариты в Вестминстере лорд Солсбери женился на Леди Сесили Элис Гор (15 июля 1867 — 5 февраля 1955), второй дочери Артура Гора, 5-го графа Аррана (1839—1901). В 1907—1910 годах она служила леди опочивальни королевы Александры; кроме того, она была назначена офицером Ордена Святого Иоанна Иерусалимского, а также мировым судьей для графства Хартфордшир.
У семейной пары было четверо детей:
- Леди Беатрис Эдит Милдред Гаскойн-Сесил (10 августа 1891—1980), в 1913 году вышла замуж за Уильяма Ормсби-Гора, 4-го барона Харлека (1885—1964).
- Роберт Артур Джеймс Гаскойн-Сесил, 5-й маркиз Солсбери (27 августа 1893 — 23 февраля 1972), старший сын и преемник отца.
- Леди Мэри Элис Гаскойн-Сесил (29 июля 1895 — 24 декабря 1988), с 1917 года замужем за Эдвардом Кавендишем, 10-м герцогом Девонширским (1895—1950).
- Лорд Эдвард Кристиан Дэвид Гаскойн-Сесил (известный как лорд Дэйвид Сесил) (9 апреля 1902 — 1 января 1986). С 1932 года женат на Рэйчел Маккарти (? — 1982).

Лорд Солсбери умер в Лондоне в апреле 1947 года в возрасте 85 лет, и ему наследовал его старший сын Роберт. Маркиза Солсбери умерла в феврале 1955 года.
Он был дедушкой актера Джонатана Сесила (1939—2011) от его младшего сына Дэйвида.